# Sainte-Marthe-sur-le-Lac
Sainte-Marthe-sur-le-Lac é uma cidade localizada na província de Quebec no Canadá.